# Lagunillas, Pénjamo
Lagunillas är en ort i Mexiko.   Den ligger i kommunen Pénjamo och delstaten Guanajuato, i den centrala delen av landet, 300 km väster om huvudstaden Mexico City. Lagunillas ligger 1 682 meter över havet och antalet invånare är 830.
Terrängen runt Lagunillas är en högslätt. Runt Lagunillas är det ganska tätbefolkat, med 104 invånare per kvadratkilometer. Närmaste större samhälle är La Piedad Cavadas, 14,1 km väster om Lagunillas. Trakten runt Lagunillas består till största delen av jordbruksmark.